# Pere de Morella
Pere de Morella (Morella, c. 1200 - Roma, 1 de setembre de 1283) va ser un bisbe de Mallorca del segle xiii.
Deu el seu cognom a la localitat on va néixer i on va viure la seva família. El seu naixement va ser en els primers anys del segle xiii i, conquerida Morella en 1232, va dedicar-se a la carrera eclesiàstica, els progressos en la qual li van obrir la porta a l'episcopat. En 1259 es trobava d'ardiaca de l'església Catedral de Mallorca. Després de la mort de Ramon de Torroella, prelat d'aquella església, l'11 de juny de 1266, el capítol va triar a Pere de Morella per a bisbe. L'elecció ja estava feta el 25 de setembre, segons consta per un breu Climent IV. Després es produí la seva consagració. Ocupà el càrrec fins al 1982. Instituí una capellania a la capella del cementiri dedicada a Tots Sants. Va morir l'1 de setembre de 1283, trobant-se a Roma, després d'haver governat l'església de Mallorca durant dotze anys.